# Burg Ankenreute
Die Burg Ankenreute ist eine abgegangene Burg in Oberankenreute in der Gemeinde Schlier im Landkreis Ravensburg in Baden-Württemberg.
Die Burg war im 13. und 14. Jahrhundert Sitz der Herren von Ankenreute, bis sie sich nach Ravensburg zurückzogen.
Von der nicht mehr genau lokalisierbaren Burganlage ist nichts erhalten.